# Rhacochilus vacca
Rhacochilus vacca е вид бодлоперка от семейство Embiotocidae. Видът не е застрашен от изчезване.

## Разпространение и местообитание
Разпространен е в Канада, Мексико (Гуадалупе и Долна Калифорния) и САЩ (Аляска, Вашингтон, Калифорния и Орегон).
Обитава крайбрежията на морета. Среща се на дълбочина от 1 до 133 m, при температура на водата от 7,6 до 15 °C и соленост 32,6 – 33,6 ‰.

## Описание
На дължина достигат до 44,2 cm.